# 塑胶小野乐队
塑胶小野乐队（英語：Plastic Ono Band）是约翰·藍侬和小野洋子宣告的乐队概念，在1969年披头士乐队解散前成立。

## 历史
1968年，列侬和小野开始了恋爱和艺术合作关系，合作发行了实验专辑《Unfinished Music No.1: Two Virgins》。在1969年春季发行专辑《Unfinished Music No.2: Life with the Lions》后，他们决定未来的作品都会归于“塑胶小野乐队”名下。关于这个名字，小野说：“和约翰在一起前，我受邀在柏林演出。我想要用四个里面装有录音机的塑料支架作为我的乐队。我把这个故事告诉了约翰，他立即想出了‘塑胶小野乐队’这个新词。”
随后，乐队吸引了很多音乐家的合作，其中包括克劳斯·福尔曼，Yes乐队的鼓手艾兰·怀特和艾瑞克·克莱普顿，在录音室中乐队也与包括乔治·哈里森、菲尔·斯佩克特、比利·普雷斯顿、谁人乐队的鼓手凯斯·穆恩等音乐家进行合作录音。
这一乐队概念随1975年约翰·列侬的隐退而解散。在2009年，肖恩·列侬、小野洋子、Yuka Honda、Cornelius重新组建成乐队，并先后和金·戈登、瑟斯顿·摩尔、贝蒂·蜜勒、保罗·西蒙、Lady Gaga等艺人合作。